# TSHB
TSHB (англ. Thyroid stimulating hormone beta) – білок, який кодується однойменним геном, розташованим у людей на короткому плечі 1-ї хромосоми.  Довжина поліпептидного ланцюга білка становить 138 амінокислот, а молекулярна маса — 15 639.
| 10         |  | 20         |  | 30         |  | 40         |  | 50         |
| ---------- |  | ---------- |  | ---------- |  | ---------- |  | ---------- |
| MTALFLMSML |  | FGLTCGQAMS |  | FCIPTEYTMH |  | IERRECAYCL |  | TINTTICAGY |
| CMTRDINGKL |  | FLPKYALSQD |  | VCTYRDFIYR |  | TVEIPGCPLH |  | VAPYFSYPVA |
| LSCKCGKCNT |  | DYSDCIHEAI |  | KTNYCTKPQK |  | SYLVGFSV   |  |            |

A: Аланін

C: Цистеїн

D: Аспарагінова кислота

E: Глутамінова кислота

F: Фенілаланін

G: Гліцин

H: Гістидин

I: Ізолейцин

K: Лізин

L: Лейцин

M: Метіонін

N: Аспарагін

P: Пролін

Q: Глутамін

R: Аргінін

S: Серин

T: Треонін

V: Валін

Кодований геном білок за функцією належить до гормонів. 
Задіяний у такому біологічному процесі як поліморфізм. 
Секретований назовні.